# László Noémi
László Noémi (Kolozsvár, 1973. július 28. –) költő, műfordító.

## Élete
Magyar-angol szakon végzett szülővárosában a Babeș–Bolyai Tudományegyetemen. Tolmácsfordítóként dolgozik. Több verseskötete jelent meg, ezen kívül közölt antológiákban, illetve számos erdélyi és határon túli magyar folyóiratban (Alföld, Bárka, Cimbora, Echinox, Életünk, Helikon, Hitel, Holmi, Jelenkor, Kortárs, Korunk, Látó, Magyar Napló, Napsugár, Parnasszus, Pannonhalmi Szemle, Székelyföld, Szivárvány). Az Erdélyi Magyar Írók Ligájának választmányi tagja.
2020 őszétől a Napsugár és a Szivárvány főszerkesztője.

### Tanulmányai
- 1987–1991 Báthory István Líceum, Kolozsvár, matematika-fizika osztály
- 1991–1996 magyar-angol szak, Bölcsészkar, BBTE, Kolozsvár
- 1996–1997 MA, Brit kultúra és civilizáció, British Council – BBTE, Kolozsvár
- 1996–1998 román-magyar nyelvű fordítói szeminárium, Soros Alapítvány, Kolozsvár
- 1998–2001 Doktori iskola, Modern angol irodalom, Angol-amerikai intézet, ELTE, Budapest Téma: Ember és természet viszonya Thomas Hardy költészetlben. Védés: 2010. november 15.[2]
- 2003 nyár, kutatás, Merton College, Oxford, Nagy-Britannia

### Róla írták
"Ami továbbra is kétségtelen: László Noémi az erdélyi poéták ama sorába sorolható, akik Dsida Jenő óta az út musica poesis-t össze tudják kapcsolni a mesterségnek szinte kifogástalan tudásával; akik pontosan tudják, mivel lehet kezdeni, zárni a szöveget, hogy versként hasson; ugyancsak tisztában vannak azzal, hogy mindez mégsem elég a vershez, ez csupán előfeltétele annak, hogy a vers külső alakja (mondjuk így) vonzó legyen." 
"Ami általában elsőre eszembe jut László Noémiről, az pozicionális kérdés: a se kint, se bent, se itt, se ott, se fent, se lent (végül is minden játékosság ellenére szomorú) állapot-versei. De ugyanakkor mintha ez a lebegés, a könnyedség adná verseinek súlyát. Mert olykor minden bizonyossága ellenére a keresés költészete ez: a pimaszul hétköznapi dolgok és kitöltetlen helyek tömkelegének kereséséé, s mindenek mögött – önmaga kereséséé. Bár jobbára klasszikus hagyományokat folytat, költészete mégis az erdélyi magyar irodalom egyedi színfoltja."

## Kötetei
- Nonó; Erdélyi Híradó, Kolozsvár, 1995 (Előretolt helyőrség könyvek)[5]
- Az ébredés előterében]; Mentor, Marosvásárhely, 1996[6]
- Esés után; Erdélyi Híradó–Előretolt Helyőrség, Kolozsvár, 2000 (Előretolt helyőrség könyvek)[7]
- Formák a tubusból. XX. századi és kortárs magyar festők műveiből; Jónás Tamás, László Noémi, Szabó T. Anna verseivel, vál. Alföldi Róbert; Csimota, Budapest, 2004
- Százegy; Erdélyi Híradó–FISZ, Kolozsvár–Budapest, 2004 (Hortus conclusus)[8]
- Papírhajó. Válogatott és új versek, 1995–2008; Erdélyi Híradó–Előretolt Helyőrség Szépirodalmi Páholy–Ráció, Kolozsvár–Budapest, 2009 (Előretolt helyőrség könyvek)
- Labdarózsa; Bookart, Csíkszereda, 2010
- Feketeleves; Erdélyi Híradó–Előretolt Helyőrség Szépirodalmi Páholy–Ráció; Kolozsvár–Budapest, 2010
- Afrika; Gutenberg, Csíkszereda, 2011
- Föld; Sétatér Kulturális Egyesület, Kolozsvár, 2013
- Bodzabél; Gutenberg, Csíkszereda, 2017
- Műrepülés; Gutenberg, Csíkszereda, 2020
- Keljfeljancsi; Gutenberg, Csíkszereda, 2023[9]
- Pulzus; Prae Kiadó – Lector Kiadó, Budapest–Marosvásárhely, 2023

### Közlései antológiákban
- 1996 Render. Anthology of Korunk, journal of culture theory and criticism; Alutus, Cluj [Kolozsvár], 1996
- 1997 Fagyöngy. Kortárs romániai magyar költők. Megjelent az Ablak nemzeti kisebbségek magyar nyelvű mellékleteként; szerk. Majla Sándor; Ablak, Székelyudvarhely, 1993-
- 2001 A névjegyen. Tizenkét fiatal szerző, szerk. Papp Endre, Magyar Napló, Budapest
- 2005 36 fokos lázban. 12 magyar költő; szerk. Jónás Tamás; Ráday Könyvesház, Budapest, 2005

### Fordításai
- William Butler Yeats versfordítások – W.B. Yeats versei, szerk. Ferencz Győző, Európa Könyvkiadó, Budapest, 2000
- William Butler Yeats: A macska és a hold – Nagyvilág, 2001/1
- William Blake: Levelek, Az utolsó ítélet víziója – Angol romantika. Esszék, naplók, levelek. szerk. Péter Ágnes, Kijárat Kiadó, Budapest, 2003
- William Hazlitt: Az intenzitásról, Költőkkel ismerkedem, Eredetiség, Mr. Wordworth – Angol romantika. Esszék, naplók, levelek. szerk. Péter Ágnes, Kijárat Kiadó, Budapest, 2003
- Mary Shelley: Levelek, Naplórészletek – Angol romantika. Esszék, naplók, levelek. szerk. Péter Ágnes, Kijárat Kiadó, Budapest, 2003
- Dorothy Wordsworth: Alfoxdeni napló, Grasmere-i naplók, Skóciai útinapló – Angol romantika. Esszék, naplók, levelek. szerk. Péter Ágnes, Kijárat Kiadó, Budapest, 2003
- Vasile Ernu: Született Szovjetunióban – Kalligram, 2007/3, Pozsony
- Vasile Ernu: Született Szovjetunióban; L'Harmattan, Budapest, 2011 (JAK világirodalmi sorozat)
- A kékbolygó története. Meseregény; Koinónia, Kolozsvár, 2011
- Margery Williams: A bársony nyuszi avagy A játékok életre kelnek; Cerkabella, Szentendre, 2012

## Díjai
- Román Írószövetség debüt-díja (1995)
- Látó debüt-díj (1995, 2009)
- Sziveri János-díj (1996)
- A Tokaji Írótábor díja (1997)
- Petőfi Sándor irodalmi díj (1999)
- Móricz Zsigmond-ösztöndíj (2003)
- Irodalmi Jelen költészeti díj (2004)
- József Attila-díj (2010)
- Szépirodalmi Figyelő-díj (2012)
- Zelk Zoltán-díj (2013)
- Balassi Bálint-emlékkard (2020)

## Írásai
- Százegy, Magyar Elektronikus Könyvtár
- Írói vendégoldala a Transindex Erdélyi Magyar Adatbankjában